# Craterul Talemzane

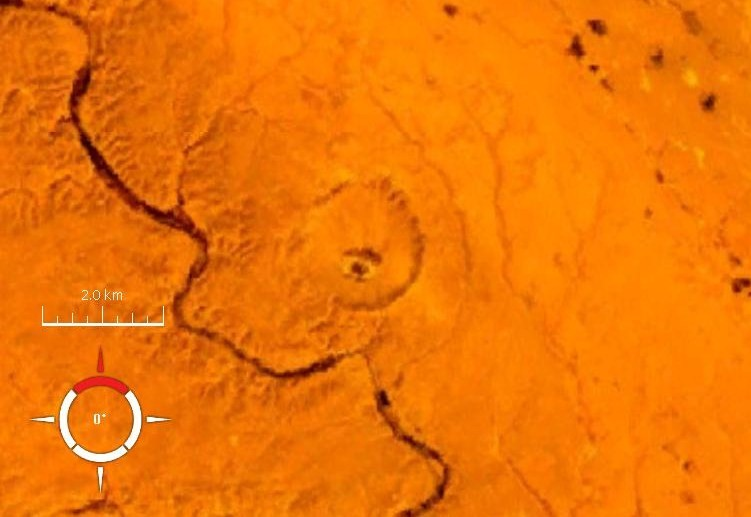
Imagine Landsat a craterului Talemzane.

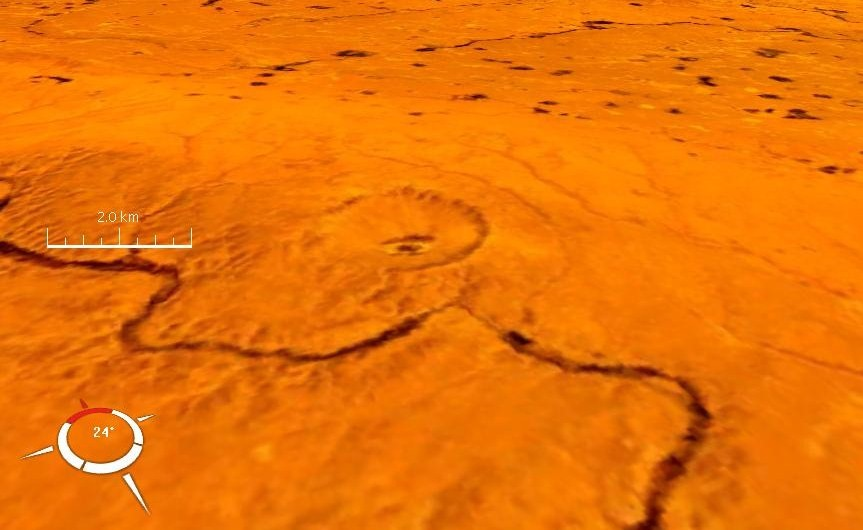
Imagine oblică Landsat a craterului Talemzane.

Madna sau Talemzane (arabă:مادنة / تالمزان) este un crater de impact meteoritic în Algeria, la 40 km sud-est de Hassi Delaa (o comună din Algeria).

## Date generale
Explorat pentru prima dată în 1928, a fost studiat în 1950 și 1988 de către cercetători de la Universitatea din Oran (Algeria) și Nisa (Franța). Acesta are un diametru de 1,75 km. Vârsta sa este estimată la 3 milioane ani (Pliocen). 